# Bundesverband Selbsthilfe Körperbehinderter
Der Bundesverband Selbsthilfe Körperbehinderter (BSK) e. V. ist eine bundesweit wirkende Selbsthilfevereinigung, die sich als Interessenvertretung von Menschen mit Körperbehinderung versteht. Sie ist als gemeinnützig anerkannt und darf das Spendensiegel des DZI führen.
Der Bundesverband Selbsthilfe Körperbehinderter ist einer der 56 qualifizierten Verbraucherverbände in Deutschland, die eine Musterfeststellungsklage oder Abhilfeklage durchführen dürfen.

## Geschichte
Der Verein wurde im Jahr 1955 von Eduard Knoll gegründet. Knoll hatte als sogenannter  Kriegsversehrter gemeinsam mit anderen Betroffenen die Absicht, für Menschen mit Körperbehinderung Arbeitsplätze und Wohnmöglichkeit zu schaffen und dadurch Lebensqualität zu bieten.
Inzwischen hat der Verein über 100 Selbsthilfegruppen. Der Selbsthilfeverband ist gemeinnützig tätig. Die Arbeit finanziert sich ausschließlich durch die Unterstützung von Förderern, Spendern und Mitgliedern.

## Vereinsziele
Selbstbestimmt Leben ohne Barrieren für Menschen mit Behinderung
Die Satzungsziele sind im Einzelnen:
- Selbstvertretung und Selbstbestimmung von Menschen mit Behinderung durchzusetzen,
- Teilhabe an der Gesellschaft zu fordern und zu fördern,
- Diskriminierungen zu verhindern und abzubauen,
- Gleichstellung von Menschen mit Behinderung und ihre Inklusion einzufordern,
- zur Selbstverwirklichung von Menschen mit Körperbehinderung beizutragen,
- den Abbau von die Mobilität einschränkenden Barrieren voranzutreiben.
- die Umsetzung der UN-Behindertenrechtskonvention

## Organisation
Vereinssitz ist Krautheim an der Jagst in Baden-Württemberg, wo auch die Bundesgeschäftsstelle ihren Standort hat. Daneben unterhält der BSK eine Repräsentanz in Berlin, um vor Ort die politische Interessenvertretung für Menschen mit Behinderung zu organisieren.
Ein ehrenamtliches Expertenteam berät die Mitglieder unter dem Motto Betroffene beraten Betroffene (Peer Counseling) bei folgenden Themen:
- öffentlicher Personennahverkehr
- barrierefreies Wohnen und Bauen
- Persönliches Budget
- Hilfsmittel
- Barrierefreier Tourismus
- UN-Behindertenrechtskonvention
- Barrierefreiheit im öffentlichen Raum

Mitglieder können sich (teilweise kostenfrei) zu folgenden Themen durch Fachanwälte beraten lassen:
- Sozialrecht
- Medizin- und Arzthaftungsrecht
- Antidiskriminierungsrecht
- Vorsorge, Vollmachten und Erbrecht

### Einrichtungen des Bundesverbandes
- Krautheimer Werkstätten für Menschen mit Behinderung (Druckerei, Druck-Weiterverarbeitung, Industriemontage, Buchhandel, Elektro-Altgeräte-Recycling, Metallbearbeitung, Berufsbildung)
- Eduard-Knoll-Wohnzentrum: (Wohn- und Lebensraum für Menschen mit Körperbehinderung)
- BSK-Reisen (Angebote von Gruppen-, Aktiv-, Jugend- und Individualreisen für Menschen mit Körperbehinderung, Vermittlung von Reiseassistenz)
- Hohenloher Integrationsunternehmen HIU: (bietet Menschen mit Behinderung eine Arbeitsmöglichkeit auf dem ersten Arbeitsmarkt)
- Elsa-Krauschitz-Stiftung: (Förderung barrierefreier Wohnformen für Menschen mit Körperbehinderungen)

### Mitgliedschaften in anderen Verbänden
- Der Paritätische Wohlfahrtsverband
- Bundesarbeitsgemeinschaft Selbsthilfe e. V.
- Deutsche Vereinigung für Rehabilitation e. V.
- Nationale Koordinationsstelle Tourismus für Alle
- Bundesverband Forum selbstbestimmter Assistenz behinderter Menschen e. V.
- Bundeskompetenzzentrum für Barrierefreiheit

### Kooperationspartner
- Deutscher Rollstuhl-Sportverband
- Interessenvertretung Selbstbestimmt Leben Deutschland e. V.
- Aktion Mensch

### Landesverbände und Untergliederungen
Über 100 ehrenamtliche Selbsthilfegruppen arbeiten bundesweit als sogenannte „Untergliederungen“ für die Ziele des Verbandes. Sie sind strukturiert in Landesverbände bzw. Landesvertretungen, Bereiche und Kontaktstellen.
Im Gegensatz zu den Landesvertretungen in Brandenburg, Hessen, Niedersachsen, Nordrhein-Westfalen, Rheinland-Pfalz, Saarland, Schleswig-Holstein und Thüringen sind die Landesverbände rechtlich selbstständig:
- Selbsthilfe Körperbehinderter Landesverband Baden-Württemberg e. V.
- Landesverband Selbsthilfe Körperbehinderter Bayern e. V.
- BSK-Landesverband Selbsthilfe Körperbehinderter Berlin e. V.
- Landesverband Selbsthilfe Körperbehinderter Sachsen e. V.

### Publikationen
- Magazin LEBEN & WEG, erscheint alle drei Monate, Auflage: 10.000[3]
- sowie zahlreiche Ratgeberbroschüren, Zeitschriften und Informationsdienste der Untergliederungen, wie

- ABC Pflegeversicherung
- ABC barrierefreies Bauen und Wohnen
- ABC Heilmittelrichtlinie
- ABC Antidiskriminierungsrecht
- Kalender „Kleine Galerie 2016 - Mein Lieblingsberuf“
- BSK-Urlaubsziele 2019 – Reisen für Menschen mit Behinderung (Gruppenreisen, Individualreisen)